# Уэй, Трэвис
Трэ́вис Уэ́й (англ. Travis Way; род. 30 апреля 1975) — американский кёрлингист и тренер по кёрлингу.
В составе мужской сборной США участник чемпионата мира 2001. Чемпион США среди мужчин (2001).
В основном играл на позиции второго.

## Достижения
- Чемпионат США по кёрлингу среди мужчин: золото (2001).
- Чемпионат США по кёрлингу среди юниоров: золото (1996).

- Лучший кёрлингист года в США (англ. USA Curling Male Athlete of the Year): 1996.

## Команды
| Сезон   | Четвёртый      | Третий          | Второй        | Первый        | Запасной Тренер                   | Турниры                         |
| ------- | -------------- | --------------- | ------------- | ------------- | --------------------------------- | ------------------------------- |
| 1995—96 | Трэвис Уэй     | Troy Schroeder  | Owen Bunstine | Brandon Way   | Matt Stevens                      | ЧСШАЮ 1996 · ЧМЮ 1996 (6 место) |
| 1996—97 | Ian Cordner    | Rodger Schnee   | Трэвис Уэй    | Owen Bunstine |                                   |                                 |
| 1998—99 | Джейсон Ларуэй | Трэвис Уэй      | Джоэл Ларуэй  | Том Виолетт   |                                   |                                 |
| 1999—00 | Тим Сомервилл  | Майк Шнеебергер | Трэвис Уэй    | Джон Гордон   |                                   |                                 |
| 2000—01 | Джейсон Ларуэй | Грег Романюк    | Трэвис Уэй    | Джоэл Ларуэй  | Даг Кауфман тренер: Джек Макнелли | ЧСШАМ 2001 · ЧМ 2001 (6 место)  |
| 2001—02 | Джейсон Ларуэй | Крейг Дишер     | Трэвис Уэй    | Джоэл Ларуэй  | Даг Кауфман тренер: Mike Hawkins  | АООК 2001 (7 место)             |

(скипы выделены полужирным шрифтом)

## Результаты как тренера национальных сборных
| Год  | Турнир                                        | Сборная           | Место |
| ---- | --------------------------------------------- | ----------------- | ----- |
| 2014 | Чемпионат мира по кёрлингу среди юниоров 2014 | США (юниоры муж.) | 9     |